# Яковлев, Константин Фёдорович
Константи́н Фёдорович Я́ковлев (? — 17 [29] марта 1878) — майор, герой русско-турецкой войны 1877—1878 годов.

## Биография
Службу начал юнкером в Эриванском лейб-гренадерском полку, 25 ноября 1859 года произведён в прапорщики.
В 1862 году за отличие в экспедициях против горцев в Абхазии произведён в подпоручики. С 11 мая 1867 года командовал 4-й стрелковой ротой. 29 сентября 1875 года произведён в капитаны.
В 1877—1878 годах Яковлев принимал участие в русско-турецкой войне на Кавказе. 25 августа 1877 года награждён орденом Св. Анны 3-й степени с мечами и бантом, в приказе было сказано: «С вверенной стрелковой ротой, будучи впереди батальона, действующего против левого фланга линии неприятельских укреплений Сингер и Каз-Табие, огнём искусно направленным выбил противника, засевшего в передовом рву и затем преследовал неприятеля после бегства с занятием укрепления остальными частями батальона».
22 января 1878 года награждён орденом Св. Георгия 4-й степени (по данным Гизетти награждён 1 января 1878 года)
Командуя стрелковой ротой 4-го батальона, направленного 3 октября для овладения укреплённой возвышенностью Авлиар, защищаемую турецкой артиллерией и пехотой, мужественно и хладнокровно распоряжался под сильным губительным огнём противника подготовкой атаки, а затем во время оной настойчиво и во главе батальона и роты двинулся вперёд, увлекая и остальные части батальона и при деятельной поддержке резервов окончательно овладел восточным фронтом Авлиара.
Приказом по Кавказской армии от 19 января 1878 года капитан Яковлев был произведён в майоры: «распоряжаясь 4-ю стрелковой ротой, направленной вместе с другими батальонами на поддержку наших войск, штурмовавших 13 июня 1877 года Зивинские высоты, оказал достойные внимания мужество и хладнокровие».
После взятия Эрзерума Яковлев заболел тифом и 17 марта 1878 года при эвакуации в тыловой госпиталь скончался под Карсом. 30 апреля 1878 года исключён из списков умершим.

## Награды
- Орден Святой Анны 3-й степени с мечами и бантом (1877)
- Орден Святого Георгия 4-й степени (1878)